# 科哈西特 (明尼蘇達州)
科哈西特（英語：Cohasset，/koʊˈhæsət/ koh-HASS-ət）是一個位於美國明尼蘇達州艾塔斯卡縣的城市。

## 人口
根據2020年美國人口普查的數據，科哈西特的面積為91.27平方千米，當中陸地面積為69.62平方千米，而水域面積為21.65平方千米。當地共有人口2689人，而人口密度為每平方千米29人。